# Ökumenischer Rat der Kirchen in Österreich
Der Ökumenische Rat der Kirchen in Österreich (ÖRKÖ) ist ein 1958 gegründeter Zusammenschluss christlicher Kirchen in Österreich zum Zweck der Förderung ökumenischer Zusammenarbeit und der Einheit der Kirchen. Er bildet den Nationalen Kirchenrat für Österreich und ist als solcher als assoziierte Organisation dem Ökumenischen Rat der Kirchen (auch Weltkirchenrat genannt) angeschlossen.
Aktuell hat der ÖRKÖ 16 Mitglieder. Mehrere Kirchen und kirchliche Organisationen haben einen Beobachterstatus. Der ÖRKÖ unterhält neben Kontakten zum Weltkirchenrat auch Beziehungen zur Konferenz Europäischer Kirchen, zum Rat der Europäischen Bischofskonferenzen und zu den ökumenischen Räten anderer Länder.

## Geschichte
Das ökumenische Anliegen wurde unter evangelischen Kirchen und Freikirchen in Österreich seit 1863 im Rahmen der Evangelischen Allianz verfolgt. Ein besonderer Höhepunkt war eine gemeinsame Vortragswoche im Mai 1935, bei der etwa 20 Pfarrer, Prediger und Religionslehrer jeweils als Gastreferenten in mehr als 10 Wiener Kirchen vortrugen.
Nach solchen auf den evangelischen Bereich beschränkten Ansätzen kam es in der Nachkriegszeit zu einer breiteren überkonfessionellen Zusammenarbeit. Zehn Jahre nach der Gründung des Ökumenischen Rates der Kirchen (auch Weltkirchenrat genannt) in Amsterdam erfolgte 1958 durch die Altkatholische Kirche Österreichs, die Evangelische Kirche A.B., die Evangelische Kirche H.B. und die Methodistenkirche die Gründung des Ökumenischen Rates der Kirchen in Österreich.
Nach der Vollversammlung des Weltkirchenrates 1961 in Neu-Delhi wurden die in Österreich vertretenen orthodoxen Kirchen im Laufe der Jahre ebenfalls Mitglieder des ÖRKÖ. Am 1. Dezember 1994 wurde schließlich auch die Römisch-katholische Kirche Vollmitglied, nachdem sie bereits seit 1970 den Beobachterstatus gehabt hatte.

## Struktur
Je nach Größe werden die Mitgliederkirchen und die Beobachter im Rat von mindestens einer, höchstens zehn Personen vertreten. Die Vollversammlung tritt in der Regel zwei Mal im Jahr zusammen. Während der Zeit zwischen den Vollversammlungen führt ein auf zwei Jahre bestellter und aus acht Personen bestehender Vorstand die Geschäfte.
Des Weiteren existieren zwei ständige Arbeitsgruppen: zum einen für Kirche und Gesellschaft, zum anderen für Medien. Besondere Projekte können durch Ad-hoc-Ausschüsse behandelt werden.
Da der ÖRKÖ keine eigenen angestellten Mitarbeiter oder eigene Büroräume unterhält, stellen die größeren Mitgliedskirchen, vor allem die Römisch-katholische Kirche und die Evangelische Kirche A.B., dem Ökumenischen Rat für seine Arbeit Räume, Einrichtungen und Mitarbeiter zur Verfügung. Hauptsitz ist das Evangelische Gemeindezentrum in Wien-Währing (18.) bei der Sternwarte (Severin Schreiber Gasse 3).

### Mitglieder
- Äthiopisch-Orthodoxe Kirche in Österreich („Mitglied mit beratender Stimme“)
- Altkatholische Kirche Österreichs
- Anglikanische Kirche in Österreich
- Armenisch-Apostolische Kirche in Österreich
- Bulgarisch-Orthodoxe Kirche in Österreich
- Bund der Baptistengemeinden in Österreich („Mitglied mit beratender Stimme“)
- Evangelische Kirche A.B. in Österreich
- Evangelische Kirche H.B. in Österreich
- Evangelisch-methodistische Kirche in Österreich
- Griechisch-orthodoxe Metropolis von Austria
- Koptisch-Orthodoxe Kirche in Österreich
- Katholische Kirche in Österreich
- Neuapostolische Kirche („Mitglied mit beratender Stimme“)
- Rumänisch-Orthodoxe Kirche in Österreich
- Russisch-Orthodoxe Kirche in Österreich
- Serbisch-Orthodoxe Kirche in Österreich
- Syrisch-Orthodoxe Kirche in Österreich

### Beobachter
Beobachter im ÖRKÖ sind die Menschenrechtsbewegung Christen in Not, das Diakonische Werk für Österreich, die Heilsarmee, der Ökumenische Jugendrat, die Österreichische Bibelgesellschaft, der Evangelische Missionsrat, das Ökumenische Forum Christlicher Frauen in Europa, die Stiftung Pro Oriente, Servitas und der Weltgebetstag der Frauen – Ökumenisches Nationalkomitee Österreich.

## Vorsitzende
| Zeit                                     | Name                                  | Kirche                  |
| ---------------------------------------- | ------------------------------------- | ----------------------- |
| 1958 bis 1. Dezember 1960                | Bischof Gerhard May                   | (evangelisch A.B.)      |
| 2. Dezember 1960 bis 4. Dezember 1962    | Superintendent Ferdinand Mayr         | (methodistisch)         |
| 4. Dezember 1962 bis 17. November 1964   | Landessuperintendent Volkmar Rogler   | (evangelisch H.B.)      |
| 17. November 1964 bis 22. Oktober 1968   | Kirchenkanzler Karl Pickel            | (evangelisch A.B.)      |
| 22. Oktober 1968 bis 24. November 1972   | Pfarrer Ernst Kreuzeder               | (altkatholisch)         |
| 24. November 1972 bis 10. Dezember 1974  | Prälat Mesrob Krikorian               | (armenisch-apostolisch) |
| 11. Dezember 1974 bis 30. September 1980 | Superintendent Erich Wilhelm          | (evangelisch A.B.)      |
| 1. Oktober 1980 bis 14. Oktober 1982     | Superintendent Walter Schwarzinger    | (methodistisch)         |
| 15. Oktober 1982 bis 20. November 1986   | Pfarrer Peter Karner                  | (evangelisch H.B.)      |
| 21. November 1986 bis 18. Oktober 1990   | Pfarrer Ernst Kreuzeder               | (altkatholisch)         |
| 19. Oktober 1990 bis 31. Dezember 1995   | Superintendent Werner Horn            | (evangelisch A.B.)      |
| 1. Januar 1996 bis 31. Dezember 1999     | Metropolit Michael Staikos            | (griechisch-orthodox)   |
| 1. Januar 2000 bis 31. Dezember 2005     | Oberin Christine Gleixner             | (römisch-katholisch)    |
| 1. Januar 2006 bis 31. Dezember 2009     | Bischof Herwig Sturm                  | (evangelisch A.B.)      |
| 1. Januar 2010 bis 31. Dezember 2013     | Bischofsvikar Nicolae Dura            | (rumänisch-orthodox)    |
| 1. Januar 2014 bis 31. Dezember 2016     | Superintendent Lothar Pöll            | (methodistisch)         |
| 1. Januar 2017 bis 31. Dezember 2019     | Landessuperintendent Thomas Hennefeld | (evangelisch H.B)       |
| 1. Januar 2020 bis 31. Dezember 2022     | Univ. Prof. Rudolf Prokschi           | (römisch-katholisch)    |
| 1. Januar 2023 bis                       | Bischof Tiran Petrosyan               | (armenisch-apostolisch) |